# Autovaccine
Autovaccine (autogene Vaccine (Vakzine), „Impfstoff“) sind individuell hergestellte Mittel, die zur Therapie chronischer Infektionen eingesetzt werden. Sie werden fast ausschließlich im Bereich der Alternativmedizin eingesetzt und ihr Nutzen ist umstritten. Ein Impfschutz wird durch sie nicht erreicht.
Autovaccine wurden Anfang des 20. Jahrhunderts entwickelt. Sie wurden angewendet, bevor es Antibiotika gab. Im westlichen Europa wurde die Therapie mit Autovaccinen von den Antibiotika verdrängt und nur noch selten angewendet. In Osteuropa und teilweise in der Tiermedizin gehört sie noch heute zu gängigen Behandlungsmethoden. Eine Sonderform der ansonsten krankheitserregerspezifischen Autovaccine sind die Escherichia coli-Autovaccine zur allgemeinen Immunmodulation.

## Geschichte
Der Begriff Autovaccine wurde erstmals von C. R. G. Forrester 1910 in einer Arbeit über traumatische Infektionen verwendet. Zu der damaligen Zeit war jedoch der Begriff autogene Vaccine gebräuchlicher, der wiederum eine Spezifizierung des Begriffs Autoinokulation darstellte. Häufig findet man auch den Begriff Autovakzine.
Die Anfänge der Autovaccine-Therapie sind in den Arbeiten von Alrmroth Wright, die er ausgehend von seinen Arbeiten zur Typhus-Impfung entwickelte, zu sehen. Seine Idee war es, dass abgetötete Mikroorganismen nicht nur in der Prävention, sondern auch in der Therapie von Infekten eingesetzt werden könnten. Die erste verbürgte Arbeit zu Autovaccinen erschien im Jahre 1902 mit dem Titel: Über die Behandlung von Furunculose, Sycosis und Acne durch therapeutische Inokulation eines Staphylokokkenvakzins und im allgemeinen über die Behandlung lokalisierter Bakterieninvasionen durch therapeutische Inokulation der entsprechenden Bakterienvakzine.
Es wird angenommen, dass dies nicht die erste Veröffentlichung zum Thema Autovaccine ist, da es auch Hinweise auf Therapieversuche bei Typhus und Pest gibt, die älteren Ursprungs sind. Die theoretische Grundlage der Autovaccine-Therapie bildet die von Wright und Douglas verfasste Theorie der Opsonie. Diese beruht darauf, dass das Blut in der Lage ist, Bakterien zu „modifizieren“, um diese schließlich der Phagozytose zugänglich zu machen. Wright und Douglas schreiben hierzu: „Diese Wirkung möchten wir als opsonisch bezeichnen und zwar nach dem Worte opsono = einen Leckerbissen vorbereiten“.
Ihre Blütezeit erlebten die Autovaccine zwischen den Weltkriegen. Bis zum Ende des Zweiten Weltkrieges wurden knapp 400 Arbeiten zu Autovaccinen aus dem westeuropäischen, amerikanischen und osteuropäischen Raum publiziert.
Alexander Fleming arbeitete in seinen jungen Forscherjahren intensiv an den Autovaccinen, bis er per Zufall das erste Antibiotikum (Penicillin) entdeckte, das in der Folgezeit den Gebrauch von Autovaccinen in Westeuropa weitgehend verdrängte. In Deutschland wurde die Arbeit zu Autovaccinen vor allem vom sogenannten Herborner Kreis weitergeführt, der seit 1954 als Arbeitskreis für Mikrobiologische Therapie arbeitet.

## Einsatz
Aus der Literatur lassen sich neun Erkrankungsorte definieren, für welche Autovaccine eingesetzt worden sind:
- 1. Erkrankungen der Haut und der subkutanen Gewebe
- 2. Erkrankungen der Knochen und Gelenke
- 3. Erkrankungen der Verdauungsorgane
- 4. Erkrankungen der Geschlechts- und Harnorgane
- 5. Erkrankungen des Kreislaufsystems
- 6. Erkrankungen des Auges
- 7. Erkrankungen der Ohren und der Nase
- 8. Erkrankungen der Atmungsorgane
- 9. Erkrankungen des Zahnhalteapparates

In der Autovaccine-Therapie wird zwischen Autovaccinen im eigentlichen Sinne und Lager-, Hetero- bzw. Stockvaccinen (stock=Lager, Vorrat) unterschieden. Lagervaccine wurden früher industriell gefertigt und vertrieben, nach den in Deutschland geltenden Gesetzen sind diese jedoch keine Individualarzneimittel und daher zulassungspflichtig.

## Herstellung
Hergestellt werden Autovaccine durch eine Gewebeentnahme von betroffenen Krankheitsstellen. Dort wo die Krankheit, gegen die das Mittel hergestellt werden soll, auftritt, wird Gewebe (z. B. Eiter) oder eine Probe (Vaginalabstrich, Stuhl etc.) entnommen. Die entnommene Probe wird zum Hersteller gesandt und dort untersucht. Nach Ermittlung des Krankheitserregers wird dieser vermehrt, anschließend mittels Hitze abgetötet und dem Patienten verabreicht.
Die Auflagen für die Herstellung der Autovaccine legen fest, dass jeder Hersteller der Good Manufacturing Practice (Gute Herstellungspraxis) folgen muss. Darunter versteht man Richtlinien zur Qualitätssicherung der Produktionsabläufe und -umgebung in der Produktion. Bei der Herstellung von Autovaccinen bedingt diese Richtlinie den Einsatz von Reinraumtechnik.

## Anwendung und Risiken
Autovaccine dienen zur Behandlung bereits bestehender Krankheiten, nicht zur Vorbeugung. Autovaccine wirken nach Angaben der Anhänger immunmodulierend, sie sollen das Immunsystem stärken in der Abwehr gegen den bestimmten Krankheitserreger. Die Krankheit wird dadurch angeblich abgeschwächt und im besten Fall wird der Patient beschwerdefrei.
Zu den Risiken einer Autovaccine-Behandlung gibt es nur wenige Untersuchungen. Ein Fall von Sepsis wird ebenfalls berichtet.

## Wirkung
Es konnte gezeigt werden, dass die Antigen-spezifische Antwort während der Autovaccine-Gabe abnimmt. Daraus lässt sich vermuten, dass die beobachtete Wirkung nicht auf einer Aktivierung der humoralen und somit spezifischen Immunität beruht, sondern vielmehr auf einer nicht näher definierten Modulation von immunoregulatorischen Komponenten wie den Cytokinen.